# Stoà di Eumene
La Stoà di Eumene (chiamata anche Portico di Eumene) era una stoà (passaggio coperto ad uso pubblico) nelle pendici meridionali dell'Acropoli di Atene, che collegava il Teatro di Dioniso all'Odeo di Erode Attico. Prende il nome dal re di Pergamo Eumene II, che la fece costruire come dono alla città tra il 160 e il 138 a.C.

## Storia
L'edificio fu donata alla città di Atene nel 160 a.C. circa dal re Eumene II di Pergamo, il cui fratello Attalo II costruì la Stoà di Attalo nell'agorà di Atene, commissionandola probabilmente allo stesso architetto, nell'ambito del programma di mecenatismo architettonico promosso dai sovrani attalidi per consolidare i legami culturali con il mondo greco.
Secondo Vitruvio, la stoà serviva da rifugio agli spettatori in caso di maltempo e da deposito per le attrezzature teatrali.
La stoà fu costruita a sud della scalinata dell'Asklepieion e del Peripato, su una terrazza artificiale di 9 × 13 m. Per sostenere il percorso a nord fu eretto un muro di contenimento ad archi a tutto sesto, realizzato in breccia e calcare, rivestito con marmo imetico e pentelico.
Nel II secolo d.C. l'estremità occidentale fu collegata all'Odeo di Erode Attico tramite una scala interna e rimase in uso fino al III secolo d.C., quando fu distrutta e il materiale impiegato nella costruzione della cinta muraria valentiana.  
La stoà subì inoltre danni durante il sacco di Atene del 267 d.C. ad opera degli Eruli e fu parzialmente incorporata nelle mura difensive post-erulee; frammenti furono riutilizzati nella Porta Beulé.
Materiali architettonici furono riutilizzati in epoca bizantina per altre costruzioni, come attestano i blocchi marmorei con iscrizioni pergamene ritrovati in edifici medievali ateniesi.
A metà del XIII secolo il muro di contenimento settentrionale fu inglobato nella cinta bizantina nota come muro di Rizocastro.
Il sito fu scavato dalla Società Archeologica di Atene nel 1877-1878.
Rimangono visibili le fondazioni in calcare, parte del muro di contenimento meridionale e alcuni elementi architettonici riutilizzati nelle mura tardoromane.

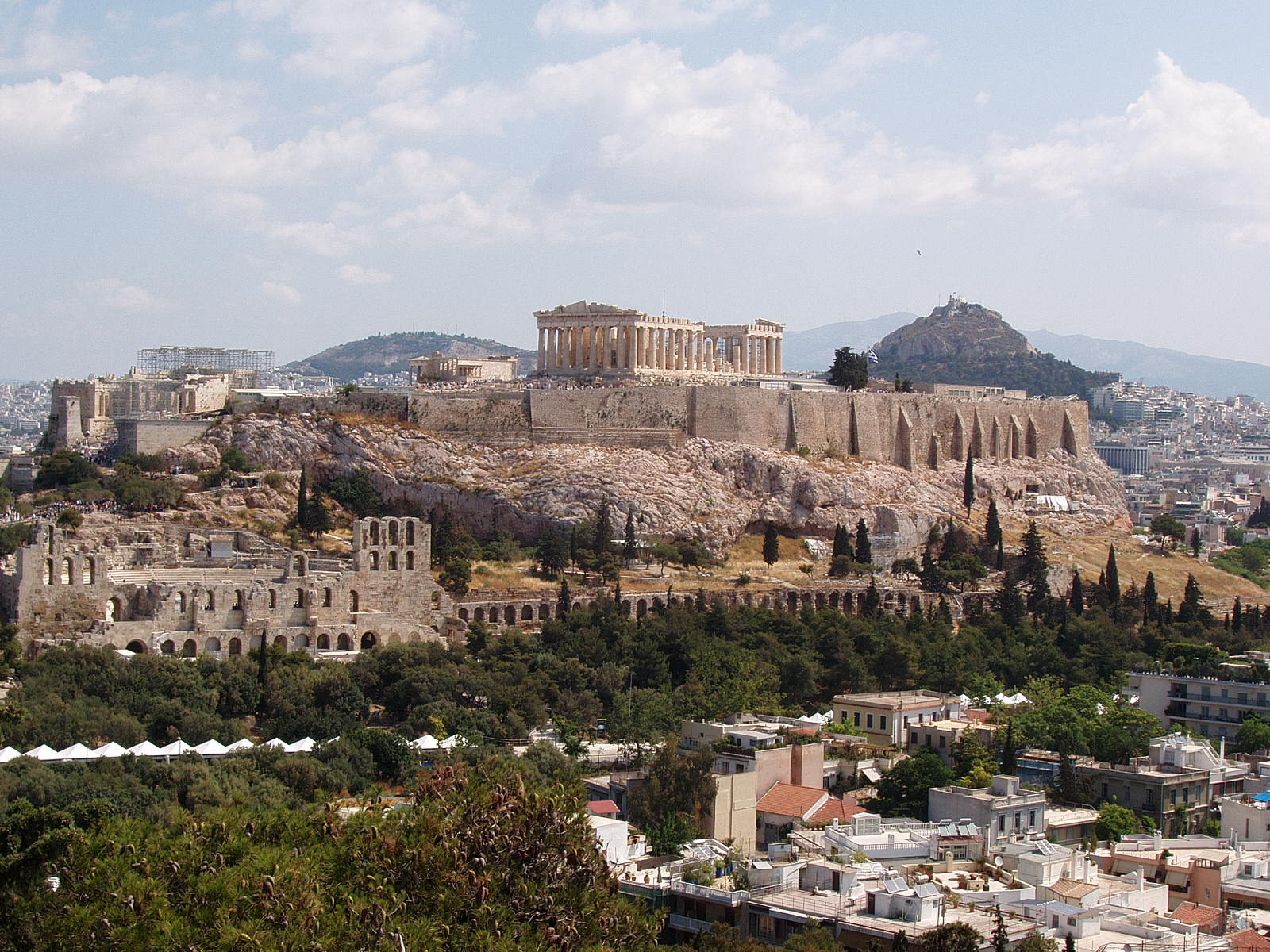
Vista dal Monumento di Filopappo. La stoà è visibile tra l'Odeo di Erode Attico, sulla sinistra, e il Teatro di Dioniso, sulla destra.
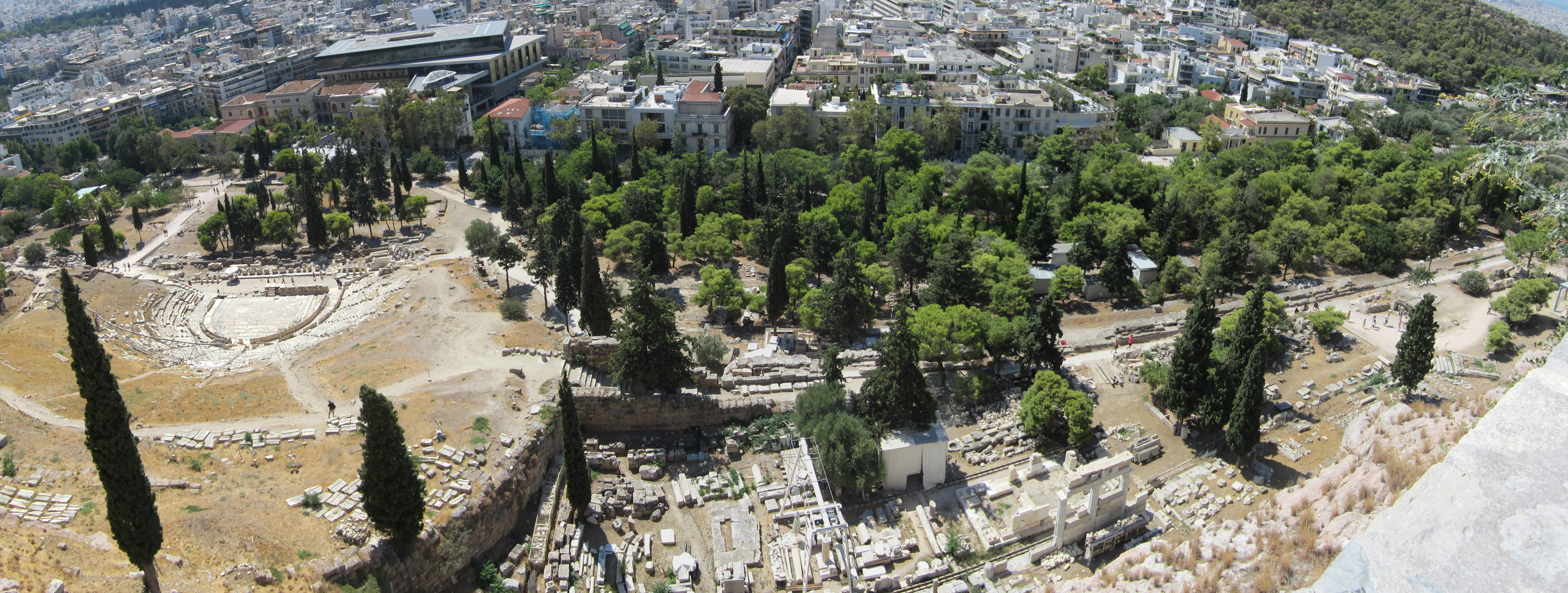
La stoà di Eumene collega il Teatro di Dioniso, sulla sinistra, all'Odeo di Erode Attico, sulla destra fuori dall'immagine. Veduta dal bastione meridionale dell'Acropoli.
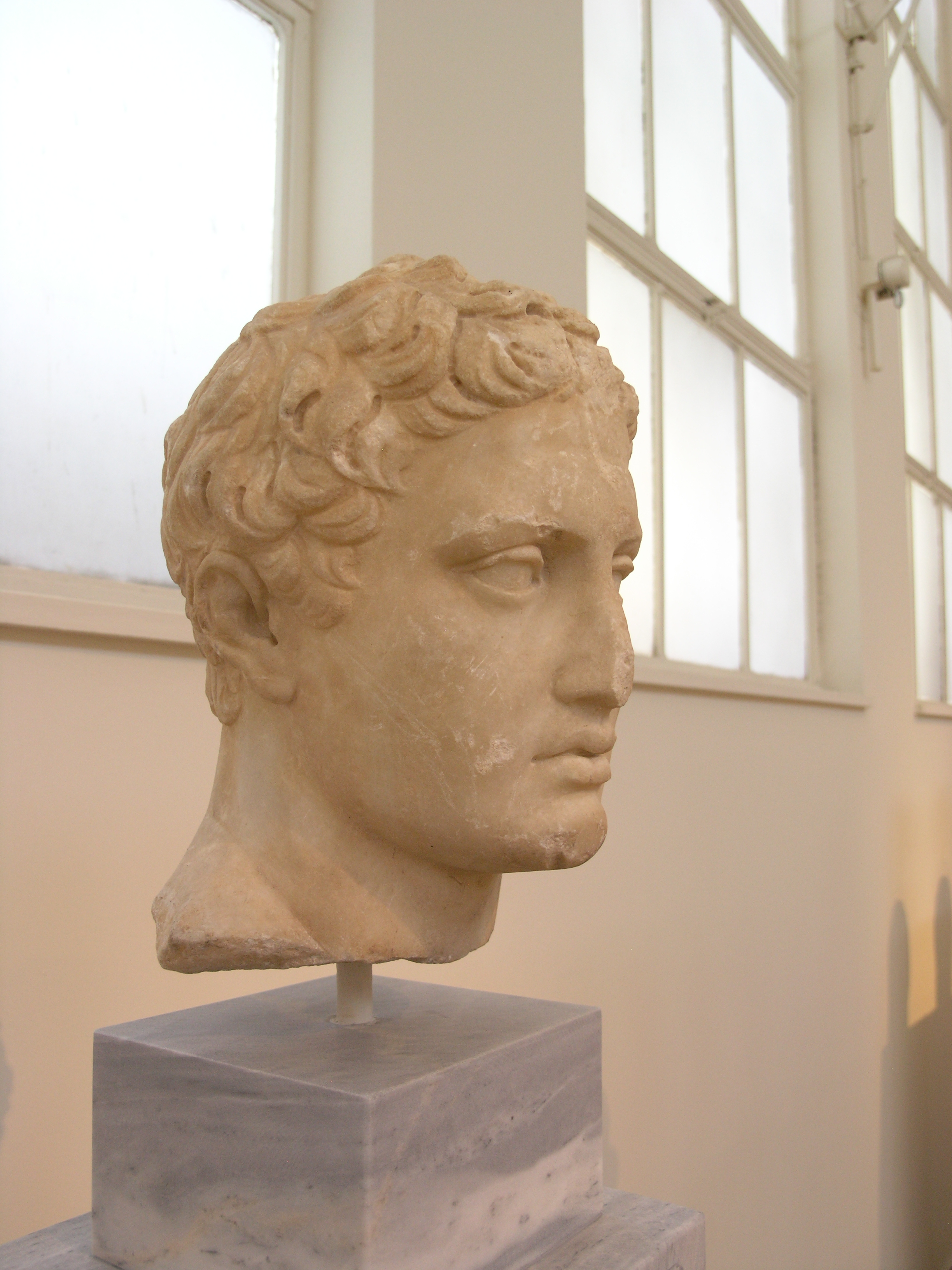
Testa di una statua in marmo pentelico del tipo Ares Ludovisi, c.330-310 a.C., ritrovata nella Stoà di Eumene. Museo archeologico nazionale di Atene.

## Descrizione

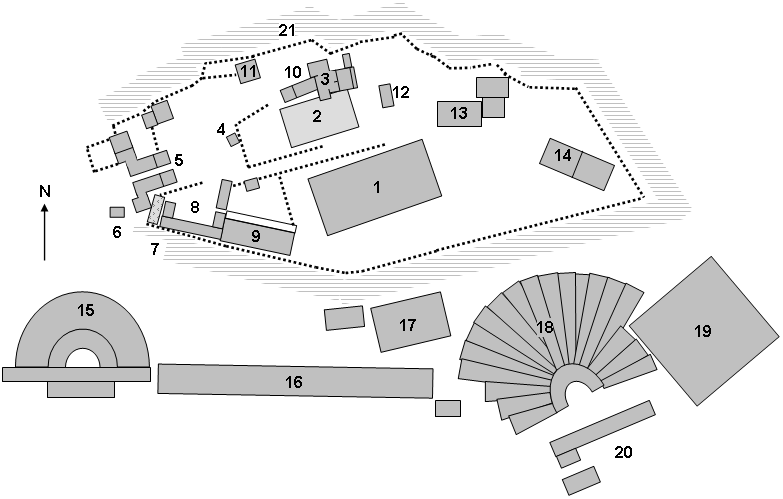
Pianta dell'Acropoli di Atene: la Stoà di Eumene è al n. 16 (in basso al centro).

La stoà era lunga 163 m e larga 17,65 m. Era a due piani: al piano terra la facciata esterna era costituita da 64 colonne doriche, mentre una seconda serie di 32 colonne ioniche ne sosteneva l'interno; al piano superiore si alternavano semicolonne ioniche esterne e colonne con capitelli capitelli a calice (di tipo pergameno).
Fu costruita sul pendio meridionale della collina, il che richiese un complesso sistema di sostruzione con un muro in blocchi di calcare rinforzato da pilastri e archi a tutto sesto. Il tetto era originariamente rivestito con tegole marmoree policrome, come attestano i reperti con tracce di pigmentazione azzurra e rossa.
La facciata meridionale era scandita da una sequenza alternata di pilastri quadrati e semicolonne. Di fronte al portico, al centro, è documentata la presenza di una statua monumentale, identificata da un basamento iscritto, che si ritiene raffigurasse il committente.
All'estremità orientale si trovano le fondazioni del Monumento coregico di Nicia (320 a.C.), di forma simile a un piccolo tempio dorico.
Uno studio dei resti frammentari dei capitelli e della cornice ha evidenziato l'uso di marmo proveniente da Pergamo, probabilmente prefabbricato e spedito ad Atene. Rispetto alla Stoà di Attalo, progettata per scopi commerciali, quella di Eumene era concepita principalmente come portico di passeggio.

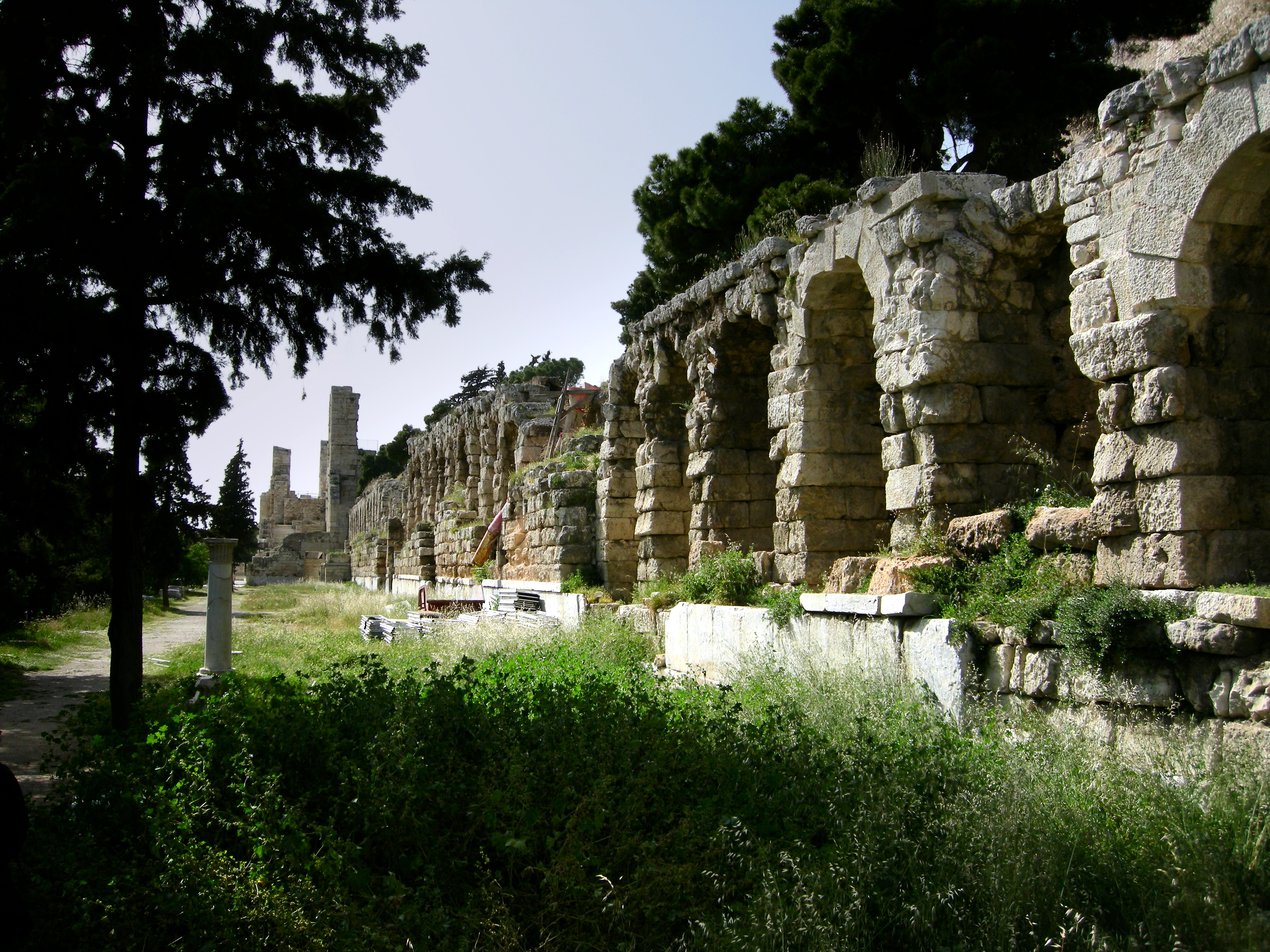
Vista della stoà nel 2008, prima dei lavori di restauro.
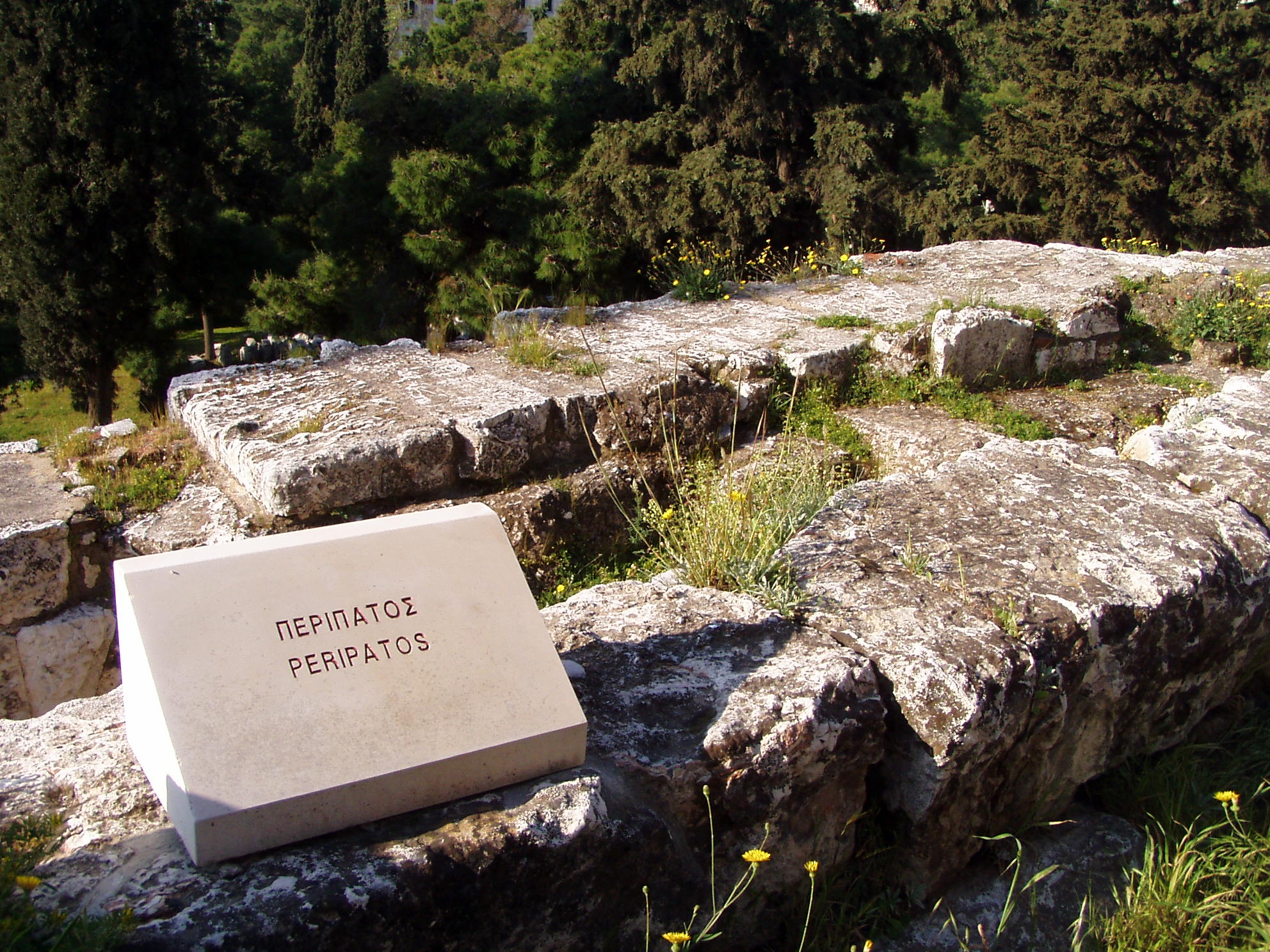
Tratto della Stoà di Eumene vicino al Peripatos nel 2008, prima dei lavori di restauro.